# Cholecystokinina
Cholecystokinina (CCK, dawniej znana również jako pankreozymina; ATC: V04 CK02) – rodzina hormonów peptydowych, działających w obrębie  układu pokarmowego oraz ośrodkowego układu nerwowego.
Wydzielana jest m.in. przez śluzówkę dwunastnicy i jelita czczego.
Zadaniem cholecystokininy jest stymulacja wydzielania żółci i soku trzustkowego (wraz z insuliną). Pozwala też na dostosowanie składu tego soku do proporcji składników odżywczych w diecie. Bodźcem do zwiększenia wydzielania cholecystokininy są głównie produkty częściowego trawienia tłuszczów i nadtrawienia białek. Hormon ten osłabia perystaltykę jelitową, umożliwiając dłuższy kontakt tłustego pokarmu z lipazami. Cholecystokinina ma również działanie hamujące uczucie głodu.
Cholecystokinina jest złożona z 33 aminokwasów i w swej budowie jest zbliżona do innego hormonu przewodu pokarmowego - gastryny. Hormon ten działa jako neurohormon w ośrodkowym układzie nerwowym.
Inhibitory TPP II (Trójpeptydylpeptydazy II, enzymy proteolityczne komórek) mogą zapobiegać degradacji cholecystokininy i działać na zmniejszenie spożywanego pokarmu oraz skrócenie czasu posiłku.

## Działanie
1. pobudzanie wydzielania enzymów trzustkowych
2. skurcz pęcherzyka żółciowego
3. wzrost przepływu krwi i przyspieszenie metabolizmu w komórkach trzustki
4. skurcz odźwiernika
5. potęgowanie wydzielania wodorowęglanów przez trzustkę
6. pobudzenie wydzielania glukagonu
7. lecznicze działanie u osób z nadwagą